# Presó Central de Pretòria
La Presó Central de Pretòria és una presó situada a la ciutat de Pretòria, Gauteng, Sud-àfrica. Aquesta presó era el centre oficial on s'aplicaven les penes de mort a Sud-àfrica durant l'època de l'apartheid. Els condemnats a mort eren executats en un espai de la presó anomenat "The Pot" (L'olla en català. Hi va haver un temps en què a la presó es podien penjar set persones a la vegada.
Denis Goldberg va ser confinat a la Presó Central de Pretòria després de ser sentenciat a cadena perpètua durant el Judici de Rivonia. En aquell judici també es va condemnar a Nelson Mandela, Walter Sisulu, Ahmed Kathrada, Govan Mbeki, Raymond Mhlaba, Elias Motsoaledi i Andrew Mlangeni, que van ser enviats a Robben Island. En aquell moment, la Presó Central era l'única presó de màxima seguretat per a presos polítics blancs de Sud-àfrica. Goldebrg hi va passar 22 anys.
Posteriorment, l'advocat afrikaner i membre del Partit Comunista de Sud-àfrica Bram Fischer, també va ser confinat a la Presó Central de Pretòria després de ser condemnat a cadena perpètua per promoure els objectius del comunisme i per conspiració per enderrocar el govern, l'any 1966.

## Fugides
El presoner polític Tim Jenkin, juntament amb alguns companys, van aconseguir escapar de la Presó Central de Pretoria.